# Obafemi Martins
Obafemi Akinwunmi Martins (* 28. října 1984 Lagos, Nigérie) je nigerijský fotbalový útočník, který v současnosti působí v čínském klubu Šanghaj Šenhua.

## Klubová kariéra
Až do svých 14 let hrával fotbal pouze na pláccích na předměstí Lagosu, měl ale štěstí, protože jeho obrovského talentu si všimli pozorovatelé prestižní fotbalové školy Ebedei. Pod vedením Churchilla Oliseha, bratra slavného nigerijského reprezentanta Sundaye Oliseha, zde dostal prostor k rozvíjení svého fotbalového talentu.
Už v 16 letech byl angažován v AC Reggiana z města Reggio nell'Emilia. AC Reggiana sice působila pouze ve třetí lize, přesto to byla pro něj velká šance prosadit se v Evropě. A to se mu opravdu povedlo. Po pouhém roce přestoupil do jednoho z nejslavnějších italských klubů – Interu Milán.

### Inter Milán
V dorosteneckých týmech Interu se stal okamžitě po svém příchodu oporou a v 18 letech poprvé nastoupil za A-tým. První gól v Serii A vstřelil už ve svém třetím zápase, při remíze 1:1 na hřišti Atalanty. Dva góly si připsal také v zápasech Ligy mistrů a bylo jasné, že má šanci se ve velké konkurenci v útoku Interu prosadit.

### Newcastle United
V létě 2006 přestoupil z Interu Milán do Newcastlu United.

## Reprezentační kariéra
Od sezóny 2003/04 už Obafemi Martins patří ke klíčovým mužům základní sestavy a byl také nominován do nigerijské reprezentace.

## Úspěchy

### Klubové
- Vítěz Coppa Italia (2005)
- Vítěz Supercoppa italiana (2005)